# Грот, Ефим Христианович
Ефим Христианович Грот (собственно Иоахим Христиан Грот, нем. Joachim Christian Grot; 14 июня 1733, Плён — 2 (14) января 1800, Санкт-Петербург) — российский лютеранский священник немецкого происхождения. Родоначальник семьи, давшей в России ряд заметных деятелей, в том числе академика Я. К. Грота (его внука).
Изучал богословие в Иенском университете, после чего работал домашним учителем в Кёнигсберге. В 1758 г. был принят на службу секретарём к российскому губернатору Кёнигсберга, занятого в ходе Семилетней войны, Н. А. Корфу, и после его отставки в 1760 г. последовал за ним в Санкт-Петербург. Здесь некоторое время также служил учителем, затем пастором в голштинском полку, а с 1764 г. — пастором церкви св. Екатерины на Васильевском острове.
Грот основал в Санкт-Петербурге «Общество для смертных случаев» — по предположению Энциклопедии Брокгауза и Ефрона, первый в России проект по страхованию жизни: наследникам каждого умершего члена этого общества выдавалось некоторое количество денег в зависимости от величины внесённого вклада. По этому поводу Грот напечатал по-русски и по-немецки доклад «Учреждение основанного в Санкт-Петербурге на смертные случаи общества» (1775, переиздания 1780 и 1794, был и французский перевод). Важное значение имеют труды Грота, касающиеся истории иноверческих церквей в России: «К истории евангельско-лютеранской церкви в России» (нем. Beytrag zur Geschichte der evangelisch-lutherischen Kirchen in Russland; Митава, 1772) и «Заметы о свободе вероисповедания для инородцев в российском государстве» (нем. Bemerkungen über die Religionsfreiheit der Ausländer im Russischen Reich; Санкт-Петербург — Лейпциг, 1798). Кроме того, на протяжении многих лет Грот занимался собиранием и сочинением религиозных гимнов; сборник их (нем. St. Petersburgische Sammlung gottesdienstlicher Lieder für die öffentliche und häusliche Andacht evangelischer Gemeinden) был выпущен в 1783 году и включал, среди прочего, 57 песен его собственного сочинения.